# Плави дворац
Плави дворац се налази у центру Цетиња између два главна градска парка.

## Историјат
Плави дворац је изграђен 1895. године од стране италијанских и црногорских мајстора архитектуре у стилу касног ампира. Посебно су се истицали репрезентативни хол и свечана сала на спрату са раскошном таваницом. Представљала је спратну зграду са четири пара стубова у приземљу и на спрату са коринтским капителима. Касније је зграда окружена високом оградом од металних шипки, а у дворишту су опремљени тениски терени и базен. Године 1910. је дворац добио електрично осветљење. Данило I Петровић Његош је живео у дворцу до 1916. године. Између два светска рата у овој згради је била Цетињска гимназија. У 20. веку је Плави дворац био коришћен као галерија за различите изложбе и бијенале, а од 2010. године је постао резиденција председника Црне Горе. Име је добио по плавој боји у којој је зграда окречена.